# Sitiveni Rabuka
Sitiveni Ligamamada Rabuka (13 de setembre de 1948) és un polític de Fiji que ha servit com a primer ministre de Fiji des del 24 de desembre de 2022. Va ser l'instigador de dos cops d'estat militars el 1987. Va ser elegit democràticament com a primer ministre de Fiji, servint de 1992 a 1999, i de nou el 2022, liderant una coalició de tres partits. També va exercir com a president del Gran Consell de Caps de 1999 a 2001, i més tard com a president de la Diputació de Cakaudrove de 2001 a 2008.
Rabuka va ser escollit líder del Partit Liberal Socialdemòcrata el 2016, succeint al líder de l'oposició Ro Teimumu Kepa, que va desaprovar públicament la nominació de Rabuka per substituir-lo. Va ser nomenat líder de l'oposició al Parlament el 2018, després de la derrota electoral del 2018. Va ser l'única nominació per al càrrec, i la seva nominació va ser moguda per Ro Teimumu Kepa i secundada per Biman Prasad. Va ser destituït com a líder de SODELPA per Viliame Gavoka en un concurs de lideratge. Rabuka va dimitir del parlament el 2020, al·legant que ja no seria un obstacle per a l'enfocament bipartidista que haurien d'adoptar els líders de Fiji per crear harmonia i progrés i unitat a Fiji. El 2020 va formar un nou partit polític, anomenat Aliança dels Pobles, per presentar-se a les eleccions de 2022.
Rabuka va formar un nou partit polític el 2021, anomenat Aliança Popular (PA), per presentar-se a les eleccions de 2022. L'Aliança Popular es va convertir en el segon partit més important després de les eleccions de 2022 i va aconseguir derrocar amb èxit a Frank Bainimarama després de 16 anys de govern, formant un govern de coalició amb SODELPA i el Partit de la Federació Nacional (NFP). Posteriorment, Rabuka es va convertir en el primer ministre designat. Havia estat citat a comissaria després de qüestionar els resultats i demanar una intervenció militar, tot i que els observadors van qualificar les eleccions de lliures i justes. Després que la coalició NFP-PA formés un govern amb SODELPA, Rabuka va jurar com a primer ministre el 24 de desembre.

## Vida personal
Rabuka és cristià. Es va casar amb Suluweti Tuiloma a Nabua el 10 d'abril de 1975. L'any 2000, va admetre públicament que li havia estat infidel, tant abans com després del seu matrimoni, i que havia tingut tres fills de dues dones diferents mentre estava compromès amb Suluweti.